# Serdar Karibik
Serdar Karibik (* 8. Februar 1991 in Göppingen als Serdar Karabiyik) ist ein deutscher Comedian, Schauspieler, Moderator und Podcaster.

## Leben
Karibiks Eltern stammen aus der Türkei. In Eislingen/Fils wuchs er auf und besuchte die Hauptschule. Im Anschluss besuchte er die Realschule und dann schloss er eine Ausbildung zum Konstruktionsmechaniker in Fachrichtung Metallbau ab. Nach seiner Ausbildung absolvierte er 2013 ein Work & Travel in Australien.
Von 2014 bis 2017 studierte Karibik Schauspiel an der Internationalen Schauspielakademie CreArte in Stuttgart. Er arbeitete auf einem Kreuzfahrtschiff, wo er unter anderem eine Varietéshow moderierte. Zwischen 2019 und 2020 verkörperte Karibik im Rahmen eines Krimidinners die Figur Sherlock Holmes.
Seit 2021 veranstaltet Karibik Open-Mic-Shows in Stuttgart und Göppingen unter den Titeln Chillig Ausrasten, Sucuk Comedy und No Fucking Comedy Night. Er war zu sehen im Stuttgarter Tatort Videobeweis. Im gleichen Jahr begann er eine pädagogische Ausbildung als Erzieher. Seine erste Soloshow Ganz großes Kino hatte 2022 offizielle Premiere im Theaterhaus Stuttgart. Im selben Jahr nahm er am Roast Battle von Comedy Central teil und gewann den „Hot Shot 2022“ des Quatsch Comedy Club. Er ist in den sozialen Netzwerken Instagram, TikTok und YouTube aktiv.

## Öffentliches Erscheinen

### Comedian
- Seit 2022: Ganz großes Kino[12]
- 2021–2022: Podcast Chillig Ausrasten (mit Sezer Oglu)[13]
- Seit 2022: 40 Euro (mit Abdel Boudi)[14]

### Fernsehauftritte
- 2022: Roast Battle (Comedy Central Deutschland)[15]
- 2023: Nuhr im Ersten (Das Erste)
- 2023: Vereinsheim Schwabing (BR Fernsehen)
- 2023: SWR Comedy Festival (SWR Fernsehen)[16]
- 2024: Till Reiners’ Happy Hour (3sat)
- 2024: How To Sell Drugs Online (Netflix)

### Film
- 2016: What Matters Most (Kurzfilm – Nebenrolle: Dennis)
- 2016: Sizran (Kurzfilm – Nebenrolle: Fabrizio)
- 2017: Der Fehler – Bewerbungsfilm (Kurzfilm – Hauptrolle: George)
- 2017: Allein (Kurzfilm – Nebenrolle: Dennis)
- 2017: Brüder (TV-Mehrteiler – Ensembles)
- 2020: Mord im Sand (Kurzfilm – Nebenrolle: Celik)
- 2020: Mords Weihnachten im Brauhaus (Kurzfilm – Nebenrolle: Rocco Santino)
- 2020: Tatort – Videobeweis (TV-Filmreihe – Nebenrolle: Keran)
- 2020: Achim T. – Ein Türsteher in der Krise (Showreel – Hauptrolle: Achim T.)[3][17]
- 2021: LKA BW – Extremismus? Nicht bei uns! (Imagefilm – Hauptrolle: Ahmet)[3][18]

### Theater
- 2015: Picknick im Felde (Theaterhaus Stuttgart – Rolle: Zepo)
- 2016: Vorstadtträume (Theatro Ayelen Stuttgart – Rollen: Tango Pepe, Gom, Blitzhammer)
- 2016: Liebe & wie man sie heilt (Theaterhaus Stuttgart – Rolle: Joey Weston)
- 2016: Unsere kleine Stadt (Theaterhaus Stuttgart – Rolle: Doctor Gibbs)
- 2017: 300 Millionen (Theatro Ayelen Stuttgart – Rolle: Der Liebhaber)
- 2018: Kreuzfahrt ohne Wiederkehr – Kriminal-Dinner (Krimi-Dinner – Rolle: Kapitän Behrends)
- 2018: Harry und Sally (Klanghaus – Rolle: Jack)
- 2018–2019: Butterbrot (Klanghaus – Rolle: Stefan)
- 2019: Improtheater – Paarungszeiten (Klanghaus – Hauptrolle)
- 2019: Ruhestörung (Klanghaus – Hauptrolle)
- 2019–2020: Sherlock Holmes (Das Kriminal Dinner – Rolle: Sherlock Holmes)[3]

### Moderation
- Open Mic Shows
- Chillig Ausrasten
- Sucuk Comedy[19]

## Ehrungen und Auszeichnungen
- 2020: NightWash Talent-Award-Finalist[20]
- 2021: Sieger Trierer Comedy Slam
- 2021: Sieger GTD Comedy Slam[19]
- 2022: Sieger „Hot Shot Newcomer“ (Quatsch Comedy Club)[19]
- 2022: Sieger „Constantin Comedy Münze“ (Master Slam Trier)
- 2022: Sieger Düsseldorfer Comedy Pong Slam
- 2022: Sieger „Roast Battle“-Duell (Comedy Central)[21]
- 2023: Kleinkunstpreis Baden-Württemberg (Hauptpreis)
- 2018: Deutscher Fernsehpreis für den besten Mehrteiler Brüder als Mitglied des Ensembles[3]

## Rezeption
„… Der Durchstarter in der Comedy-Szene! Er baut eine große Nähe zum Publikum auf und punktet so bei Jung und Alt …“

## Hintergrund
- Thilo Bergmann: Kommunikation unter Kindern. In: kindergarten heute. 52. Jahrgang, Nr. 11/2022. Verlag Herder, 2022, ISSN 0344-3949, Karriere zwischen Kita und Comedy, S. 28–29 (herder.de).
- 2022: Die Deutschen – Podcast (Folge #241, 2:32:23 Std.)[23]
- 2023: SWR nicht witzig – Deep Talk Podcast (Staffel: 2, Episode: 4; 41 Min.)[24]